# Carlos Giraldo (presentador)
Carlos Giraldo Muñoz (Palmira, 28 de septiembre de 1962) es un periodista y presentador de entretenimiento colombiano conocido por su participación en los programas Sweet, el dulce sabor del chisme del Canal Uno y La Red de Caracol Televisión.

## Biografía
Nació en Palmira, Valle del Cauca el 28 de septiembre de 1962. Con apenas 14 años, su novia de ese momento y él tuvieron una hija. Su madre y padre se encargaron de los gastos de la niña sin reproches ni reclamos. En esa misma época, sus hermanas se mudaron a Bogotá con su madre para estudiar y trabajar. Por su parte, su papá se quedó en Palmira y asumió la paternidad de la hija de Carlos como si fuera propia. Luego, Carlos Giraldo se trasladó también a Bogotá a estudiar comunicación social.

## Carrera
En 1997 entra a la televisión como presentador de entretenimiento de Noticiero Nacional de Prego Televisión por la Cadena Uno. En 1998 dirigió su programa de chismes Sweet, el dulce sabor del chisme con Mary Méndez, Carlos Vargas, Jorge Rebollo y María Clara Rodríguez hasta el 2013, donde se caracterizaban las entrevistas y la vida diaria de los actores, presentadores, modelos, directores y cineastas de Colombia.
En 2013 entró a presentar con Ronald Mayorga, Frank Solano, Carlos Vargas y Diva Jessurum en el programa de dicho género en La Red de Caracol Televisión tras su salida de Sweet.

## Trayectoria
| Año           | Título                            | Rol         | Nota |
| ------------- | --------------------------------- | ----------- | ---- |
| 2017-2024     | La Kalle                          | Locutor     |      |
| 2013-presente | La red                            | Presentador |      |
| 1998-2013     | Sweet, el dulce sabor del chismes | Presentador |      |